# يو إف سي 180
يو إف سي 180: ويردوم ضد هنت (بالإنجليزية: UFC 180: Werdum vs. Hunt)‏ هو حدث لفنون القتال المختلطة نظمته يو إف سي، أُقيم في 15 نوفمبر 2014، على مكسيكو سيتي أرينا في مكسيكو سيتي، المكسيك.